# Bestuurlijke indeling van Griekenland

Decentrale Autoriteiten

De bestuurlijke indeling van Griekenland bestaat naast de centrale overheid uit een aantal bestuurslagen
Het land is in de eerste plaats verdeeld in zeven Decentrale Administraties (Αποκεντρωμένη Διοίκηση, Apokentromeni Dikisi). Dit zijn organen van de centrale overheid. Aan het hoofd van iedere autoriteit staat de door de regering benoemde Algemeen Secretaris (Γενικός Γραμματέας, Genikos Grammateas).

## Regionaal bestuur

Periferieën en Periferie-districten

Iedere Decentrale Autoriteit bestaat uit meerdere Periferieën (Περιφέρειες, enkelvoud Περιφέρεία, Periféreies, Perifereia), openbare lichamen met eigen organen. Iedere periferie heeft een gouverneur periferiarchis περιφερειάρχης, periferiarchis) die samen met de Periferieraad (Περιφερειακό Συμβούλιο, Periferiakó Symvoúlio) direct door de bevolking worden gekozen.
De perifirieën hebben hun grondgebied ingedeeld in periferie-districten (Περιφερειακές ενότητες, Periferiakes enotites), die voornamelijk een rol hebben als kiesdistricten..

## Lokaal bestuur
Voor het lokaal niveau kent Griekenland de Gemeenten ((Δήμοι' enkelvoud Δήμος, Dimoi, Dimos). De 325 gemeenten hebben ieder een direct voor vijf jaar gekozen gemeenteraad (δημοτικό συμβούλιο, dimotiko symvoulio) en een burgemeester (δήμαρχος, dimarchos).
De gemeenten zijn verder onderverdeeld in Stadsdistricten (Δημοτική κοινότητα Dimotiki kinotita) en Landelijke districten (Τοπική κοινότητα', Topiki kinotita) als organen van de gemeentelijke overheid met enige mate van zelfbestuur. Deze districten hebben hetzij een eigen vertegenwoordiger (ekprosopos εκπρόσωπος) of een districtsraad (συμβούλιο , symvoulio) met een voorzitter (πρόεδρος κοινότητας, proedros kinotitas) vanuit de grootste lijst in de raad.

## Status aparte
Los van deze indeling heeft Autonome Monastieke Staat van de Heilige Berg (Athos) een aparte status. (Αυτόνομη Μοναστική Πολιτεία Αγἰου Όρους, Aftonomi Monastiki Politia Agíou Orous).